# Rothersthorpe
Rothersthorpe es una parroquia civil situada en el condado ceremonial de Northamptonshire, en Inglaterra. Tiene una población estimada, a mediados de 2022, de 480 habitantes.

## Gobierno
Esta pequeña villa de origen medieval depende actualmente de la autoridad unitaria de West Northamptonshire. Antes de los cambios de gobierno local en 2021, estaba en el área del distrito de South Northamptonshire.